# 채현우 (축구 선수)
채현우(2004년 8월 19일 ~ )은 대한민국의 축구 선수로 포지션은 왼쪽 윙어, 세컨드 스트라이커, 중앙 미드필더이며 현재 K리그1 FC 안양 소속이다.